# La morte del sole
La morte del sole è il terzo album della band italiana Devocka, pubblicato dall'etichetta indipendente I dischi del minollo e distribuito da Audioglobe il 25 maggio 2012.

## Il disco
Registrato al Freddy Krueger studio di Ferrara da Samboela (già inscatolatore del primo demo de Le Luci della centrale Elettrica), include tra i brani di punta “Non solamente un'apertura mentale”, di cui è stato realizzato il videoclip con il bizzarro duo artistico Amae, coautori anche del testo.

## Tracce
1. Morte annunciata dell'io
2. Non solamente un'apertura mentale
3. L'Amore
4. Cagne
5. Questa distanza
6. Morte del Sole
7. Croce
8. Carne
9. Carillon
10. Tecnologici
11. Ultimo istante

## Formazione
- Fabio Igor Tosi - voce, chitarra, sintetizzatore
- Francesco Bonini - basso
- Ivan Mantovani - batteria
- Matteo Guandalini - chitarra, sintetizzatore